# 史提夫·福布斯
馬爾科姆·史蒂芬森·「史提夫」·福布斯（英語：Malcolm Stevenson "Steve" Forbes, Jr.；/fɔːrbz/，1947年7月18日—）是美國1位出版商，商業雜誌富比士總編輯。邁爾康·福布斯之子。

## 生平
畢業於普林斯頓大學。他曾經在1996年和2000年兩次參加共和黨的總統選舉黨內初選。

## 荣誉

### 外国勋章奖章
- 大绶景星勋章（中华民国，2000年4月21日批准[2]，2000年4月25日于台北总统府颁授[3]）